# Ferdinand (film)
Pour les articles homonymes, voir Ferdinand.
Pour plus de détails, voir Fiche technique et Distribution.
Ferdinand est un film d'animation américain de Carlos Saldanha, sorti fin 2017. Il est basé sur le livre pour enfant L'histoire de Ferdinand de Munro Leaf. Cette histoire a déjà été adaptée dans un court métrage par Disney en 1938.

## Synopsis
Dans la campagne espagnole, Ferdinand, un jeune taurillon, prend soin en secret d’une fleur qui a poussé dans l’arène pendant que Valiente, Guapo et Bones, d’autres veaux, s’entrainent et s’affrontent comme le font leurs pères respectifs. L’arrivée du matador met le troupeau en émoi et les adultes rivalisent de force pour être sélectionnés. Raf, le père de Ferdinand, est choisi et part dans l’arène, convaincu qu’il reviendra bientôt mais le lendemain soir, Ferdinand comprend que son père est mort en voyant le camion revenir à vide. Il s’échappe alors, poursuivi par le propriétaire et parvient à monter dans un train de marchandises. Il en sort lors d’un arrêt et tombe dans une rivière escarpée ou il est recueilli par Nina, la fille d’un horticulteur. Celui-ci adopte Ferdinand qui grandit pendant deux ans dans un cadre idyllique, intégré à la famille.
Après deux ans de séjour, l’horticulteur doit renoncer à emmener Ferdinand à la fête annuelle des fleurs car il est devenu un taureau imposant quoique complètement pacifique. Déçu, Ferdinand décide de désobéir et se rend en secret au village, inconscient du fait qu’il effraye les habitants. Une piqûre d’abeille mal placée le fait charger et dévaster la place décorée et Nina ne peut pas empêcher les autorités d’emmener Ferdinand qui est renvoyé par hasard dans son toril natal.
Il y rencontre Lupe, une chèvre envoyée dans son camion pour le calmer après qu’il se soit coincé les cornes par accident. Cette dernière veut entraîner Ferdinand à devenir un combattant d’arène digne de ce nom. Ce dernier accepte de devenir son ami mais refuse l’entraînement. Il retrouve Valiente, Bones et Guapo qui ont grandi, faisant la connaissance d’Angus, originaire d’Écosse, et de Maquina, issu du génie génétique, qui tous continuent de le voir comme un lâche. Le taureau rencontre aussi un trio de hérissons voleurs à qui il laisse sa nourriture en gage d’amitié.
Peu de temps après, El Primero, matador de renommée internationale, s’installe à la ferme pour y choisir le dernier taureau à tuer de sa carrière mais le troupeau ne l’impressionne guère à première vue. Il accepte cependant de rester un peu pour approfondir son opinion. Guapo, qui s’est évanoui comme à son habitude en présence d’un matador, est envoyé à l’abattoir, croyant partir pour l’arène. Les autres taureaux comprennent que ce sera leur sort s’ils ne sont pas choisis. Ferdinand a su gagner la confiance du groupe, sauf de Valiente, et demande à Lupe de l’aider à s’évader. Mais la seule voie passe par la maison. Ferdinand s’y introduit. Sur le point de sortir, il voit sur un mur les cornes et les photos des taureaux morts aux arènes, dont son père. Il comprend que dans l’arène, le taureau n’a aucune chance de gagner et que la mort est la seule issue du combat. Ne voulant pas laisser les autres derrière lui, il renonce à partir. Valiente ne le croit pas et le traitant de lâche à nouveau, force Ferdinand à l’affronter dans l’arène. Ce dernier brise alors accidentellement une corne à Valiente qui est immédiatement envoyé à l’abattoir alors que El Primero, impressionné par la force tranquille de Ferdinand, le choisit.
Ferdinand ne se résout pas à la perte de Valiente et fomente l’évasion du taureau en s’introduisant de force la nuit venue dans l’abattoir. Il tente de convaincre Valiente de le suivre mais ce dernier refuse, s’estimant inutile désormais. Ferdinand use de ses propres phrases pour le faire réagir mais échoue. Sur le point de partir, Ferdinand entend la voix de Guapo. Le hachoir est sur le point de tuer Guapo quand Ferdinand le sauve avec l’aide de Valiente, piqué au vif et les trois bovins s’enfuient. Revenus à la ferme, ils volent un camion et s’enfuient, poursuivis par les fermiers en voiture qui perdent du terrain à la suite d'un accident. Le groupe tente de rejoindre une gare mais se retrouve dans le centre-ville de Madrid.
Arrivés à la gare, les animaux se cachent sous un quai pendant que les hérissons trouvent et indiquent la bonne voie pour retourner chez Nina mais les fermiers arrivent et le train part. Les taureaux montent sur un wagon isolé pendant que Valiente et Ferdinand le poussent pour le rattacher au convoi. Ferdinand se sacrifie alors pour retarder les fermiers sur le point de les rattraper. Il est immédiatement envoyé dans l’arène de la capitale ou il sait qu’il va mourir. La poursuite a attiré l’attention des médias et Ferdinand fait la « une » du journal. L’horticulteur et Nina partent immédiatement pour Madrid espérant sauver le taureau.
Dans l’arène, El Primero se prépare méticuleusement pour son dernier combat avant sa retraite dans une arène pleine à craquer. Lupe implore Ferdinand de se battre pour une fois pour sauver sa vie mais le taureau refuse, sachant que rien ne pourra changer son destin. Ferdinand est introduit dans l’arène et s’asseoit, refusant de se battre. Les picadors le forcent à se montrer plus agressif et El Primero enchaine les passes avant que le taureau ne s’ empare de la cape par accident. Aveuglé, il devient comme le vrai torero de l’arène et ridiculise El Primero en l’envoyant hors du ring. Ce dernier revient avec ses banderilles, décidé à en finir mais Ferdinand esquive presque toutes ses attaques, se fatiguant de plus en plus. Blessé à l’épaule, Ferdinand, instinctivement, perd soudainement durant une seconde le contrôle de lui-même mais un œillet sur le sable jeté par une spectatrice le calme heureusement derechef, commençant à en sentir le parfum au grand dam du torero. Le taureau s’assoit encore, indifférent à l’épée brandie par El Primero pour lui donner le coup de grâce. Le public de l’arène réclame alors la grâce pour le taureau et El Primero comprend qu’il a perdu le combat, rengainant sa lame et quittant l’arène avec dignité.
Nina surgit alors, de même que les autres taureaux qui ont fait demi-tour pour sauver leur ami. Tout le troupeau est tassé dans le camion de l’horticulteur et sont envoyés vivre des jours heureux dans le champ adjacent.

## Fiche technique
- Titre original et français : Ferdinand
- Réalisation : Carlos Saldanha
- Scénario : Robert L. Baird, Tim Federle (en), Brad Copeland, Ron Burch, David Kidd et Don Rhymer, d'après L'histoire de Ferdinand de Munro Leaf
- Musique : John Powell
- Direction artistique : Thomas Cardone
- Photographie : Renato Falcão
- Montage : Harry Hitner
- Animation : Patrick Puhala, Graham Silva et Drew Winey
- Production : John Davis, Lisa Marie Stetler, Lori Forte et Bruce Anderson
- Sociétés de production : Blue Sky Studios, Davis Entertainment et 20th Century Fox Animation

Sociétés de distribution : 20th Century Fox
- Pays d’origine :  États-Unis
- Langue originale : anglais
- Format : couleur - 2,35:1 - son Dolby numérique
- Genre : film d'animation
- Durée : 108 minutes
- Dates de sortie :
  - États-Unis et Canada : 15 décembre 2017
  - France : 20 décembre 2017

## Distribution

### Voix originales
- John Cena : Ferdinand le taureau
- Kate McKinnon : Lupe, une vieille chèvre
- Gina Rodriguez : Una, un hérisson
- Daveed Diggs : Dos, un hérisson
- Gabriel Iglesias : Cuatro, un hérisson
- Bobby Cannavale : Valiente, un taureau
- David Tennant : Angus, un taureau
- Anthony Anderson : Bones, un taureau
- Peyton Manning : Guapo, un taureau
- Flula Borg : Hans, un cheval
- Sally Phillips : Greta, un cheval
- Boris Kodjoe : Klaus, un cheval
- Jerrod Carmichael : Paco, un chien
- Raúl Esparza : Moreno
- Karla Martínez : Isabella
- Miguel Ángel Silvestre : El Primero, un matador
- Juanes : Juan
- Paul Feig

### Voix françaises
- Olivier Bouana : Ferdinand
  - Simon Faliu : Ferdinand, jeune
- Juliette Poissonnier : Lupe
- Raphaël Cohen : Valiente
  - Oscar Pauwels : Valiente, jeune
- Laurent Maurel : Angus
- Jean-Baptiste Anoumon : Bones
  - Timothé Vom Dorp : Bones, jeune
- Marc Perez : Hans
- Marc Arnaud : Guapo
  - Aloïs Agaësse-Mahieu : Guapo, jeune
- Youna Noiret : Una
- Benjamin Penamaria : El Primero
- Thibaut Lacour : Paco
- Diego Asensio : Moreno
- Jérémy Prévost : Dos
- Elisabeth Ventura : Greta
- Clément Moreau : Cuatro
- François Raison : Klaus
- Lévanah Solomon : Nina
- Enrique Carballido : Juan
- Célia Asensio : la religieuse
- Marta Domingo : Isabella
- Michaël Aragones et Matthieu Albertini : les garçons de ferme
- Victor Costa et Joan Faggianelli : les officiers de police
- Léa Camilleri : la journaliste

Version française dirigée par Barbara Tissier au studio Dubbing Brothers, d'après une adaptation des dialogues de Linda Bruno.

### Voix québécoises
- Frédérik Zacharek : Ferdinand
- Marika Lhoumeau : Lupe
- Patrick Chouinard : Valiente
- Renaud Paradis : Angus
- Hugolin Chevrette : Bones
- Frédéric Desager : Hans
- Tristan Harvey : Guapo
- Celia Gouin-Arsenault : Una
- Jean-François Beaupré : Dos
- Olivier Visentin : Cuatro
- Elia St-Pierre : Nina
- Antoine Durand : Paco
- Dany Boudreault : Juan
- Christian Perrault : Klaus
- Jacob Lemieux : Jeune Bones
- Louis-Georges Girard : Moreno
- Daniel Picard : El Primero

## Box-office
| Pays       | Box-office        | Date d'arrêt | Nombre de semaines |
| ---------- | ----------------- | ------------ | ------------------ |
| États-Unis | 72,628,094 $      | en cours     | 4 en cours         |
| France     | 1 805 600 entrées | fini         | 3 en cours         |
| Monde      | 188,261,214 $     | en cours     | 4 en cours         |

## Bande originale
Dans le film Ferdinand plusieurs chansons ont été utilisées : 
- Home de Nick Jonas (chanson officielle du film)

- Castle on the Hill de Ed Sheeran (utilisée pour la bande -nnonce)

- Brightest Morning Star de Britney Spears (raccourcie pour le film)

- Macarena de Los Del Rio

- Lay Your Head On Me de Juanes

- Freedom de Pitbull

- Watch Me de Nick Jonas

## Autour du film
Ferdinand est l’adaptation d’un classique de la littérature enfantine écrit en 1936 aux États-Unis par Munroe Leaf. Une première adaptation avait été faite par Walt Disney sous forme d’un court métrage en 1938.
Le paysage espagnol décrit tient de la carte postale touristique, sans grand souci de réalisme. Le livre est un succès immédiat malgré les polémiques qui accusent Ferdinand d’influencer politiquement les enfants lecteurs : certains y voient une apologie du fascisme, d’autre au contraire du communisme, voyant en Ferdinand un gréviste forcené. Les franquistes y voient eux une apologie du pacifisme et le livre est interdit en Espagne jusqu’à la mort de Franco. Pour la même raison, l’Allemagne nazie interdit le livre, le qualifiant de « propagande démocratique dégénérée ». Afin de promouvoir la paix, 30 000 exemplaires traduits en allemand sont diffusés dans l’Allemagne occupée après 1945.
De nos jours, le livre est ressenti comme étant une allégorie de l’acceptation de la différence du comportement et comme une incitation à lutter contre les violences scolaires : en anglais, le terme « bully » désigne les bovins mais aussi les harceleurs scolaires. Le film de 2017 sous-entend l’homosexualité de Guapo qui reconnait Ferdinand comme étant « plus mignon que lui » dans la VO.
Dans le film, lorsque Ferdinand arrive au village, on peut voir brièvement trois oiseaux bleus s'envoler depuis un clocher. Il s'agit là de Tiago, Bia et Carla, les trois enfants de Blue et Perla du film Rio 2, également un film des studios Blue Sky.